# Abdulmanap Nurmagomedov
Abdulmanap Magomedovich Nurmagomedov (10 de dezembro de 1962 – 3 de julho de 2020) foi um dos treinadores mais respeitados da história do MMA e do sambo. Nascido na vila de Sildi, no Daguestão, Rússia, ele foi um atleta e técnico altamente influente, sendo responsável por moldar o estilo dominante de luta de seu filho, Khabib Nurmagomedov, que se tornou campeão invicto do UFC na categoria peso-leve.

## Carreira e Contribuições:
Abdulmanap iniciou sua jornada no esporte como lutador de wrestling e sambo, disciplinas muito populares no Daguestão. Ele serviu no Exército Soviético e, após seu serviço militar, focou sua carreira no treinamento de atletas. Com grande conhecimento em wrestling, judô e sambo, ele se tornou um dos principais técnicos da Rússia e da antiga União Soviética.
Ele foi fundamental no desenvolvimento do sambo de combate, treinando diversos campeões da modalidade. Seu trabalho na equipe Eagles MMA, que contava com Khabib e outros lutadores daguestaneses, ajudou a elevar o nível do MMA na Rússia e a torná-lo um dos polos mais fortes do esporte.

## Influência no MMA e Treinamento de Khabib:
Abdulmanap não apenas treinou seu filho, Khabib, desde pequeno, mas também moldou seu estilo de luta agressivo e baseado no grappling. Khabib começou sua jornada no wrestling sob a orientação do pai e, desde criança, treinava em ambientes extremamente rigorosos, incluindo a famosa cena em que luta com um urso.
A filosofia de Abdulmanap era baseada na disciplina, respeito e no trabalho duro. Ele acreditava que o esporte deveria ser uma forma de fortalecer o caráter, e sua abordagem ajudou Khabib a se tornar um dos lutadores mais dominantes da história do UFC, aposentando-se invicto com um cartel de 29-0.

## Morte e Legado:
Infelizmente, em 2020, Abdulmanap contraiu COVID-19 e sofreu complicações graves, incluindo problemas cardíacos. Ele faleceu em 3 de julho de 2020, aos 57 anos. Sua morte foi um golpe duro para o mundo do MMA, e Khabib, profundamente abalado, decidiu se aposentar após defender seu cinturão no UFC 254 contra Justin Gaethje, dedicando a vitória ao seu pai.
O legado de Abdulmanap continua através dos lutadores que treinou e da influência que teve no desenvolvimento do MMA no Daguestão e na Rússia. Seu nome é lembrado com respeito e admiração por lutadores e treinadores ao redor do mundo.